# 山下正揮
山下 正揮（やました まさき、1994年1月15日 - ）は日本の俳優である。身長170cm、靴27cm、血液型AB型。
VACAR ENTERTAINMENT所属。

## 主な出演作品

### 舞台
- ライブエンタテイメント「人狼の王子様〜2ndシーズン〜」（2014年4月29日 - 5月11日、上野ストアハウス） - リチャード 役
- 生まれ変わった男（2014年9月11日 - 15日、中野ザ・ポケット） - カルメン 役
- 熱血戦隊!ハートレンジャー!（2014年12月10日 - 14日、八幡山ワーサルシアター） - 中山鉛太 役
- 神様のおしごと（2015年2月27日 - 3月1日、俳優座劇場） - 津島 役
- 舞台 STORM LOVER〜波打ち際の王子SUMMER 改!〜（2015年5月23日 - 31日、CBGKシブゲキ!!） - 少年 役、他
- 熱血戦隊!ハートレンジャー!〜飛躍編〜（2015年10月8日 - 18日、大塚萬劇場） - 桐吠隼人 役 / コスプレ男 役
- 熱血戦隊!ハートレンジャー!〜飛翔編〜（2015年12月2日 - 6日、大塚萬劇場） - カメラマン：正輝 役
- 年の始めのためしとて　おいしい喜劇（2016年1月27日 - 31日、大塚萬劇場） - 坂口宏 役

### DVD
- 生まれ変わった男（2014年）
- 熱血戦隊!ハートレンジャー!（2015年4月）
- 神様のおしごと（2015年8月）
- 舞台STORM LOVER〜波打ち際の王子SUMMER 改!〜（2015年9月）
- 熱血戦隊!ハートレンジャー!〜飛躍編〜（2016年4月）
- 熱血戦隊!ハートレンジャー!〜飛翔編〜（2016年4月）